# 七里村街道
七里村街道，是中华人民共和国陕西省延安市延长县下辖的一个街道办事处。
2015年，陕西省民政厅批复同意撤销七里村镇，设立七里村街道办事处。

## 行政区划
七里村街道下辖以下地区：
第一社区、城中社区、城西社区、城南社区、张义夫子村、赵家塬村、老人仓村、崖头村、金盆村、呼家川村、罗家川村、孙家塬村、薛家芽塬村、罗子塬村、吴家沟村、张家窑科村、舍里庄村、杨旗村、雷家村、刘古塬村、付家塬村、白家川村、管村、董家芽塬村、天心掌村、孙家河村、郭家河村、封家村、寨塬头村、关子口村、王怀子沟村、杨寺坡村、茶壶塬村、佛古塬村、罗家河村、槐里坪村和城关村。